# 和平心理学
和平心理学（Peace Psychology），是心理学和和平研究的分支学科，是从心理学角度研究和平、冲突、暴力和战争的科学。和平心理学包括四大相辅相成的支柱：研究、教育、实践和推广。
和平心理学行为以心理学模式（理论）和方式为基础；通常，实现（尽可能地）无暴力的方式维护和平的理想将他们的方式和目标原则性地紧密联系在一起。暴力與和平在約翰·加爾頓对和平概念的擴展中已有定义， 約翰·加爾頓认为和平不仅是指不存在个人的（直接的）暴力和战争（＝消极和平），而且还指不存在结构性的（间接的）和文化上的暴力（＝积极和平）。  和平的理念也可以定义为人权（公民权利，政治权利，经济权利，社会权利和文化权利）的全面实现 ；在众多目标中，实现人权应该保证对基本人性需求的满足，例如正面的个人和社会身份，控制力，安全感，（社会）正义，福利，一个安全的环境和足够食物和避难所的使用权。
注重和平心理学的机构有，例如，美国的和平、冲突和暴力研究社团（the Society for the Study of Peace, Conflict, and Violence）（美国心理学协会和平心理学分部——48分部）和华盛顿特區的非政府机构社会责任心理学家协会 （Psychologists for Social Responsibility)；德国的Friedenspsychologie论坛；澳大利亚心理学社团的名叫和平心理学家（Psychologists for Peace）的兴趣团队。在国际上，有和平心理学研究的委员会，也有联系德国、芬兰、美国、澳大利亚、哥斯达黎加、印度和意大利等国家的社会责任心理学家国际互动网。

## 和平心理学研究
和平心理学研究可以是分析性（对和平的研究）或原则性（为和平的研究）导向的。不管是分析性或原则性导向，和平心理学研究主要用心理学的角度探讨冲突（包括战争）的形成，升级，降低和解决，对维护和平有利或有害的社会心理条件，以及战争和暴力对社会心理的影响。不同的情况，会涉及到不同级别的分析和说明：从个人的级别到团体，社会组织和机构，国家和国家体制（例如欧盟），军事联盟（例如，北大西洋公约组织），以及集体防务体系（例如联合国和欧洲安全与合作委员会，OSCE）。

### 冲突的形成和升级
和平心理学着重于冲突的形成，升级，降低和解决的心理学方面。冲突存在于至少两个参与方中，其中至少一方认为其他方的期待值，利益，需求或行为是与其不相容的。和平心理学主要讨论社会群体(群体间的冲突，比如民族，种族，宗教团体和国家等等之间的)关于像权利，财富，原材料的开采和市场，文化或宗教的价值观，荣誉，尊严，或认可等领域的冲突。在冲突中，人们必须区分（公开的）立场（例如，“我们不与X谈判）和潜在的利益（例如，权利,影响力和财富）以及激发矛盾的因素（例如，政治抗议中的暴力）还有系统性的，持久性的，结构性的原因（例如，剥夺某个团队的政治参与权或从事专业的权利）。尽管冲突是无法比避免的，但是如果以建设性的方法处理，也可以带来积极的改变，冲突的升级尤其是暴力的出现是可以避免的。处理信息的心理过程（注意，认知，记忆，思维，判断），情绪，和动机极大地影响对冲突的处理方式，尤其决定冲突是否升级到暴力的阶段。一个重要的因素就是冲突方不同的观点，比如一方基于良好动机的行为会被其对立方认为是有敌意的而导致矛盾激化。冲突很容易升级。当涉及双方，最初的受害者在无意识中变成施害者的时候，暴力的循环就有可能产生。
冲突会通过塑造敌人形象，心理战争，和媒体的宣传，政治精英，教育体系，社交，文化标志和其他方式特别地加强。敌人的形象可能有一个真实的躯壳，但是低对方的消极影响是被夸大了的。强大的敌人形象的核心作用包括：（1）一个对敌对方的负面评判（例如，具侵略性的，无道德的，而且是低劣的），（2）一个对负面事件对敌对方单方面的谴责，以及（3）一个对己方类似行为不同的评判（“双重标准”；比如建立军队在己方是自我防卫，在敌方就是侵略）。这些塑造可以使对方看起来人性丧失，以致于道德标准不再适用于他们。在极端的情况下，敌人的痛苦和被杀害看起来是可以接受的，甚至是符合人心的。塑造敌人形象对军队，暴力，和战争进行辩解起着核心作用。并且，还可以提高个人和集体的己方形象。
心理战包括那些创造或增强平民大众和军队之间的对战争的支持的方法。这些方法包括利用媒体的虚假报道（战争宣传），也包括破坏，免职，谋杀，和恐怖活动。战争宣传由两个相辅相成的策略组成：（1）反复强调和修饰那些可以增强敌人形象或危机理念的细节信息，和（2）无视或忽视那些可以缓和冲突的信息。并且，敌方的消极行为可能会被激发（例如，在边境的军事演习）或谴责敌方参与了某些完全被编造的可恶行为（比如，Nayirah的假证词）。

### 降低和解决冲突（和平心理学策略）
不同的关于无暴力解决冲突的和平心理学策略（冲突的降低，冲突的解决，冲突的化解）都有讨论过。人们可以区分官方层次的策略（例如，对降低紧张局势的测量和建立信任比如查理斯·E·歐斯古德（Charles E. Osgood）的‘Graduated and Reciprocated Initiatives in Tension Reduction’［GRIT］，谈判，调解），非官方外交手段的方式（问题解决互动研究会），以及公民社会层面策略（例如，和平记者，社会团体之间的联络）的不同。

#### 官方层面
歐斯古德的GRIT模式是为反对东西方军备竞赛而设计的理论，其中，一些前超级大国，美国和前苏联，不断地提高他们的武器数量和质量，使核战争造成对人类的摧毁变的越来越有可能。
相反的，GRIT模式的目的是降低危险并床在相互信任的氛围。一方公开宣布或执行一个实际的，具体的步骤来缓和紧张局势，必要求或邀请对方做类似的事情（建立信赖的螺旋）。小心维护才能使每个步骤都不会危及到己方的安全。GRIT的设计是为了通过让双方都参与到逐步的和相互的自发行为中，来缓冲核武器军备竞赛中紧张气氛。虽然没有确凿的证据，但是有人认为美国总统约翰·肯尼迪和苏联领导人赫鲁晓夫在古巴导弹危机后的谈判就是以GRIT理论为基础的。
当冲突各方卷入长期的，严重的冲突时，就很难进行建设性的双边谈判。在这种情况下， 第三方（比如，社会科学家或著名的政治家）可以作为调解员来协助冲突管理。调解员必须清楚地认识冲突及冲突发展的历史，应该具有冲突各方的信任，并且需要熟悉冲突分析和交流策略。重要的策略包括建立信任，找出冲突的基本因素，并可能需要分解问题，所以至少能有一个部分的解决方案来防止或停止暴力。如果调解员有偏见或涉及了很多的个人利益，问题就会出现。如果冲突是中度激烈，双方的力量悬殊越小，加上如果调解员有很高的威望（因为个人或组织关系），调解成功的可能性越大。

#### 非官方层面
在严重的持久的冲突中，低于官方外交层次的介入是可取的。非正式的方式，把冲突各方聚集到一起。这些包括德高望重的公民，他们来自社会不同的领域，例如媒体，商业，政治，教育或宗教；一组社会科学家（例如，心理学家）发起和推广一个以冲突分析，构建备选方案，及创造能让各参与方满意的非暴力的解决方案为基本元素的问题解决程序。期待或希望这些参与的人能影响他们的政府和公共舆论，所以官方层次的谈判可得以进行。这个过程中，心理学方面很重要的一个因素就是校正各自的和敌人的形象。互动解决问题的方式特别是在美国心理学家赫伯特•凯尔曼和他的团队在以色列和巴勒斯坦之间的冲突中有使用］。

#### 公民社会层面
媒体通常参与了塑造敌方形象和冲突的升级。相反，和平新闻学的目标是调查并且利用媒体的影响力来鼓励建设性的，非暴力的冲突解决方式。主要策略包括代表冲突各方以及适当描述冲突和冲突历史，鉴定宣传，并清晰报道人民遭受的苦难。
民众为了和平和社会公正的集体行为和和平示威活动可以对当权者的决定产生影响 －  尤其是在民主国家。除其他因素外，民众的决策取决于社会机会，个人的价值取向（例如，重视非暴力，社会正义），楷模的存在，和他们对其行为预计成功的机率。
对立团体之间的接触（例如，城市，协会，大学和商会之间）有助于建立积极的关系并减少偏见（参见接触假说）  。当团体之间彼此交流时促进其关系的相关条件包括：涉及的人物有相似的社会地位；有可以通过合作来实现的共同目标；还有这种接触是得到社会机构支持的。
在非对等冲突中，有一方的政治，经济，和／或军事上明显更胜一筹，较强方可能对一个实际 的可持续的冲突解决方案不感兴趣。在非对等的情况下，当冲突的根本原因得不到充分的讨论，结构性的暴力就仍然存在。对于这种情况，已发展了的对策有非暴力抵抗和起源于拉美的与解放神学有关的解放心理学。
非暴力抵抗是指针对不公的，公开的非暴力行为；它涉及公开阐明个人的意图，致力于与对方的交流，并愿意承受因个人行为而产生的消极后果。非暴力抵抗的方式包括从抗议活动（例如，游行示威）到不合作（例如，罢工， 抵制），到民间抵抗（例如，交通封锁）。尤其众所周知的有圣雄甘地（Mahatma Gandhi)和马丁•路德•金的行为，演讲和著作。

### 战争和暴力的影响
和平心理学检测团体之间的战争和暴力，并且带有列举战争和暴力的心理和社会代价的目的，并纪录人类因此遭受的苦难。心理后果特别包括，心理创伤（主要是人民大众，也包括军队成员），认知和情感伤害，社会信任关系的破坏。战争往往不能解决根本问题；而是通常引起新的暴力和战争。例如，在战后社会，可以看到家庭和社区的暴力程度的增加。另外，处理民众问题所需的资源（例如，教育，医疗，社会福利）都损失了。对战争的后果和代价的全面的客观的研究仍然非常少。

### 持久和平的社会心理条件
即使暴力已经被停止了或者和平条约已经达成，为了防止冲突重新升级的危险，就要求物质的和经济的重建以及社会政治和心理学的介入。这些措施的目的在于抚平战争的心理创伤，建立信任，创造一个共同的集体的记忆，承认过去的错误行为，达成和解，并／或宽容。例子有创伤治疗和真相与和解委员会（Truth and Reconciliation Commissions)。
此外，不论哪种冲突和暴力，和平心理学研究着眼于阻碍或促进持久和平的心理学条件。其根本目的是将暴力文化转变成和平文化。
以下的文化特色是可持续和平发展的障碍：认为己方群体（种族，宗教，民族等）高人一等和更有价值，而其他人比较低劣和价值不高（或在极端的情况下：毫无价值）；塑造地方形象，对其它人的非人性化，暴力和破坏的合法化；像种族中心主义，社会支配倾向，权威主义，军国主义的潜在信念（思想）以及推广这些意识形态的教育体系；权力强大方保持或增大与其他方的力量悬殊，并在财富，医疗，教育和政治参与（结构性暴力）等领域创造不平等的条件。
有利于发展可持续和平的因素有：对冲突虽频繁但是可以用非暴力的，对冲突各方有利的方法来解决的根本信念；以人性尊严，和平， 同情，尊重，宽容和团结，以及尊重所有人和尊重作为一个整体的人类为特色的人文精神；辩证地看待己方群体 － 除了定义正面积极的－ 也结合自身的弱点，错误，并在共同自我概念中承认错误。
在暴力文化到和平文化的转变中，对人权的重视是非常重要的。人权是不可剥夺的权利，适用于所有人，没有性别，肤色，种族， 语言，宗教，政治见解，或社会出身的区别（禁止歧视）。联合国人权宪章包含了世界人权宣言（1948年）和两公约（1966年联合国经济、社会及文化权利国际公约和公民权利和政治权利国际公约）等重要文件。世界人权宣言共有30篇100多类个人权利，包括公民权利和政治权利（例如，生命权、禁止酷刑权、公正公开审判权、庇护权、言论自由权、定期选举权），还包括社会、囧机和文化的权利（包括工作、休息、带薪假期、防止失业的权利、获得食物、衣服、房屋、医疗保健和免费小学教育的权利）。在联合国人权观念中尤其重要的是所有人权都是极为重要的（不可分割性），以及这些权利适用于每一个人（普遍性）。对人权的心理学研究主要考察了支持人权所需要的知识，态度和条件。在德国有代表性的调查显示，实现人权被认为是非常重要的，但是同时有关人权的知识水平还很低也很不准确。调查结果显示「减半」的人权：一些公民权利已被接受，而另一些经济和社会权利几乎不被认为是人权。  和平心理学中，分析人权是否在和平意义上得到运用或是在构建敌方形象或战争准备中被滥用也是很重要的。

## 和平心理学的教育
和平心理学的研究成果在不同程度的和平教育的内容和实践中都有应用，从小学到高中和大学教育（例如， 以大学中的和平心理学课程的形式）到职业培训。
科罗拉多大学的冲突信息联盟（Conflict Information Consortium）提供Beyond Intractability Project, 一个公开参与的，合作的学习平台。

## 和平心理学的实践
和平心理学的实践是指，例如，心理创伤治疗工作，非暴力解决冲突的贯彻培训，以及冲突调解员或国内和平工作者所涉及的活动。尤其重要的是研究与实践之间的合作，例如评估研究的形式对持续改进实践的贡献。

## 和平心理学的倡导
提倡导向型的和平心理学家，有时候作为和平运动的一部分，会试着通过以和平为理想的和平心理学原则（规范）性导向更普遍地去影响政策制定者和社会。这可以有不同的形式，比如参与和平活动（例如，游行示威），发表政治声明，或在政策制定过程中提供专家证据。

## 文学著作
- Bar-Tal, D. (2013). Intractable conflicts: Socio-psychological foundations and dynamics. Cambridge: Cambridge University Press.

- Bar-Tal, D. (Ed.) (2011). Intergroup conflicts and their resolution: A social psychological perspective. New York: Psychology Press.

- Blumberg, H. H., Hare, A. P., & Costin, A. (2006). Peace psychology: A comprehensive introduction. Cambridge: Cambridge University Press.

- Bretherton, D., & Balvin, N. (Eds.) (2012). Peace psychology in Australia. New York: Springer.

- Christie, D. J. (Ed.) (2012). The encyclopedia of peace psychology. Malden, MA: Wiley-Blackwell.

- Christie, D. J., & Pim, J. E. (Eds.) (2012). Nonkilling Psychology. Honolulu, HI: Center for Global Nonkilling. http://nonkilling.org/pdf/nkpsy.pdf（页面存档备份，存于）

- Christie, D. J., Wagner, R. V., & Winter, D. D. (Eds.) (2001). Peace, conflict, and violence: Peace psychology for the 21st century. Upper Saddle River, NJ: Prentice-Hall. https://web.archive.org/web/20140625170938/http://academic.marion.ohio-state.edu/dchristie/Peace%20Psychology%20Book.html

- Coleman, P. T., & Deutsch, M. (Eds.) (2012). Psychological components of sustainable peace. New York: Springer.

- Deutsch, M., Coleman, P. T., & Marcus, E. C. (2007). The handbook of conflict resolution: Theory and practice (2nd ed.). Hoboken, NJ: Wiley.

- MacNair, R. M. (2011). The psychology of peace: An introduction (2nd ed.). Santa Barbara, CA: ABC-CLIO.

- Montiel, C. J., & Noor, N. M. (Eds.) (2009). Peace psychology in Asia. New York: Springer.

- Simić, O., Volčič, Z., & Philpot, C. R. (Eds.) (2012). Peace psychology in the Balkans: Dealing with a violent past while building peace. New York: Springer.

- Sommer, G. & Fuchs, A. (Hrsg.) (2004). Krieg und Frieden: Handbuch der Konflikt- und Friedenspsychologie. Weinheim: Beltz. http://archiv.ub.uni-marburg.de/es/2013/0003/（页面存档备份，存于）

- Staub, E. (2013). Overcoming evil: Genocide, violent conflict, and terrorism. Oxford: Oxford University Press.

- Tropp, L. R. (Ed.) (2012). The Oxford handbook of intergroup conflict. Oxford: Oxford University Press.